# Liga Mayor 1944-45
La Temporada 1944-45 fue la edición II del campeonato de la Liga Mayor en la denominada "época profesional" del fútbol mexicano; Comenzó el 20 de agosto y finalizó el 22 de abril.
España campeón de la temporada, conserva dos marcas de la etapa de definición por puntos: campeón con más anticipación y mayor diferencial de puntos, luego de obtener el título cuando aún le restaban 4 juegos por diputar, concluyendo la campaña a 8 puntos del subcampeón Puebla.
En este torneo se presentó el debut por invitación de León, Puebla (el mejor debutante de la historia al concluir como subcampeón) y Oro.

## Sistema de competencia
Los trece participantes disputan el campeonato bajo un sistema de liga, es decir, todos contra todos a visita recíproca; con un criterio de puntuación que otorga dos unidades por victoria, una por empate y cero por derrota. El campeón sería el club que al finalizar el torneo haya obtenido la mayor cantidad de puntos, y por ende se ubique en el primer lugar de la clasificación. 
En caso de concluir el certamen con dos equipos empatados en el primer lugar, se procedería a un partido de desempate entre ambos conjuntos en una cancha neutral predeterminada al inicio del torneo; de terminar en empate dicho duelo, se realizará uno extra, y de persistir la igualdad en este, se alargaría a la disputa de dos tiempos extras de 30 minutos cada uno, y posteriormente a un nuevo encuentro hasta que se produjera un ganador.
En caso de que el empate en el primer lugar fuese entre más de dos equipos, se realizaría una ronda de partidos entre los involucrados, con los mismos criterios de puntuación, declarando campeón a quien liderada esta fase al final.
Para el resto de las posiciones que no estaban involucradas con la disputa del título, su ubicación, en caso de empate, se definía por medio del criterio de gol average o promedio de goles, y se calculaba dividiendo el número de goles anotados entre los recibidos.

## Equipos participantes

### Equipos por entidad federativa
| Entidad Federativa | N.º | Equipos                                   |
| ------------------ | --- | ----------------------------------------- |
| Distrito Federal   | 5   | América, Asturias, Atlante, España, Marte |
| Jalisco            | 3   | Atlas, Oro y Guadalajara                  |
| Veracruz           | 3   | ADO, Moctezuma y Veracruz                 |
| Guanajuato         | 1   | León                                      |
| Puebla             | 1   | Puebla                                    |